# Otto Bramm
Otto Ludwig Heinrich Theodor Bramm (* 22. Juni 1897 in Thorn, Westpreußen; † 23. März 1986 in Bad Hersfeld) war ein deutscher Kunsthistoriker und Volkskundler. Er war Kustos am Staatlichen Museum für deutsche Volkskunde in Berlin und Mitarbeiter am Museum der Stadt Bad Hersfeld.

## Leben
Otto Bramm wurde am 22. Juni 1897 in Thorn, Westpreußen geboren. Er studierte Kunstgeschichte, Archäologie, Geschichte und Rechtswissenschaft, vor dem Ersten Weltkrieg an der Universität Jena und zwischen 1921 und 1926 an der Universität München, an der er 1927 auch promoviert wurde. Von 1916 bis 1920 leistete Bramm erst Kriegsdienst und musste sich dann in einem Lazarett aufhalten. Nach seiner Promotion war er 1928 Volontär am Bayerischen Nationalmuseum in München. Im folgenden Jahr zog er nach Berlin, wo er zuerst wissenschaftlicher Hilfsarbeiter an der Gemäldegalerie und der Abteilung christlicher Bildwerke der Staatlichen Museen zu Berlin war.
Am 29. September 1928 heiratete er die Studienassessorin und Doktorin der Philosophie Edith Julie Marie Schiel (* 1894) in Berlin-Wilmersdorf.
Von 1929 bis 1934 war Bramm wissenschaftlicher Hilfsarbeiter an der Sammlung für Deutsche Volkskunde, die der prähistorischen Abteilung des Völkerkundemuseums angegliedert war. 1934 bis 1945 war er Kustos an der Sammlung, ab 1935 am Staatlichen Museen für deutsche Volkskunde im Verband der Staatlichen Museen zu Berlin. Als einziger Kustos war er Stellvertreter des Direktors Konrad Hahm, ohne dass dies mit einer offiziellen Bezeichnung verbunden gewesen wäre. 1941 bis 1945 leistete er Kriegsdienst im Zweiten Weltkrieg. Als Hahm 1943 verstarb, wurde Bramm wahrscheinlich nominell zum kommissarischen Direktor des Staatlichen Museums für deutsche Volkskunde. Aufgrund seiner kriegsbedingten Abwesenheit führte jedoch Oswald Adolf Erich als dienstältester wissenschaftlicher Angestellter die Geschäfte des Museums und wird in der Regel als kommissarischer Direktor in der Literatur genannt.
Nach dem Krieg ging er zwischen 1946 und 1949 Gelegenheitsarbeiten in Bad Hersfeld nach. Ab 1949 war er Mitarbeiter am Museum der Stadt Bad Hersfeld. Dort engagierte er sich zudem in verschiedenen Verbänden: So war er von 1949 bis 1975 Vorsitzender und Vorstandsmitglied des Kulturbundes Bad Hersfeld, von 1950 bis 1986 Mitglied des Geschichtsvereins Bad Hersfeld, dessen Ehrenvorsitzender er ab 1967 war, und 1951 Gründungsmitglied der Gesellschaft der Freunde der Stiftsruine in Bad Hersfeld, dessen Vorstandsmitglied er ab 1954 war und deren Ehrenmitgliedschaft er ab 1977 innehatte. Darüber hinaus war Bramm ab 1952 Mitglied im Heimatbund für Kurhessen, Waldeck und Oberhessen sowie ab 1955 im Arbeitskreis für Deutsche Hausforschung. Ab 1964 war Bramm Teilnehmer und in der Folge Leiter der Ausgrabungen in der Stiftsruine Bad Hersfeld; ab dem Folgejahr war er ehrenamtlicher Pfleger für Bodenaltertümer im Kreis Bad Hersfeld. 1977 erhielt er die Ehrenplakette der Stadt Bad Hersfeld für kulturelle und historische Verdienste.

## Publikationen
- Hans Leinberger, seine Werkstatt und Schule. Ein Scheidungs- und Klärungsversuch. Callwey, München 1928.
- Allerlei Osterbräuche. In: Brandenburger Land. Nr. 4 (1934).
- Wörterbuch der Deutschen Volkskunde. Mitherausgeberschaft, ab 1936.
- Österliches Brauchtum. In: Kunst und Volk. Band 4, Nr. 4 (1936), S. 118.
- Liebe und Freundschaft vor hundert Jahren. In: Westermanns Monatshefte. Band 83 (1938/39).
- Deutsche Bauernkunst aus den heimgekehrten Gauen. Beyer, Leipzig 1939.
- Truhentypen. In: Volkswerk. Jahrbuch des Staatlichen Museums für Deutsche Volkskunde. Berlin 1941, S. 154–186.
- Handbuch des Kreises Hersfeld. Mitherausgeberschaft, ab 1965.
- Bericht und Ergebnisse einer Grabung in der Stadtkirche zu Homberg 1961/62. In: Homberger Hefte. Heft 20, 1978.